# Mohammed Kedir
Mohammed Kedir, en amharique: ሞሐመድ ከድር ; né le 18 septembre 1954, est un ancien coureur à pied éthiopien, médaillé de bronze sur 10 000 m aux Jeux olympiques d'été de Moscou. Il participa également à la finale olympique du 5000 m. Dans cette course, l'éthiopien fut toujours bien placé, il menait d'ailleurs toujours à 300 m de l'arrivée, avant de se faire dépasser par l'Irlandais Eamonn Coghlan. Peu après, Kedir se décala sur le second couloir afin de laisser passer son coéquipier Miruts Yifter qui remporta la course.
Finalement, Kedir tomba, apparemment après une collision avec un autre éthiopien, Yohannes Mohamed. Kedir finit à la douzième et dernière place.
Il remporta le titre de champion du monde de cross-country chez les hommes en 1982. Il participa à sa dernière compétition internationale à l'occasion des premiers championnats du monde d'athlétisme, à Helsinki, en 1983. Il termina à la neuvième place du 10 000 m.

## Palmarès

### Jeux olympiques
- Jeux olympiques d'été de 1980 à Moscou ( Union soviétique)
  -  Médaille de bronze sur 10 000 m

### Championnats du monde de cross-country
- Championnats du monde de cross-country 1981 à Madrid ( Espagne)
  -  Médaille d'argent sur le cross long hommes (10 km)
- Championnats du monde de cross-country 1982 à Rome ( Italie)
  -  Médaille d'or sur le cross long hommes (10 km)

### Championnats d'Afrique d'athlétisme
- Championnats d'Afrique d'athlétisme 1982 au Caire ( Égypte)
  -  Médaille d'or sur le 10 000 m hommes.

### Jeux africains
- Jeux africains1978 à Alger ( Algérie)
  -  Médaille de bronze sur le 10 000 m hommes.